# Liste der Kulturdenkmäler in Hönningen
In der Liste der Kulturdenkmäler in Hönningen sind alle Kulturdenkmäler der rheinland-pfälzischen Ortsgemeinde Hönningen aufgeführt. Grundlage ist die Denkmalliste des Landes Rheinland-Pfalz (Stand: 12. Juni 2023).

## Einzeldenkmäler
| Bezeichnung                          | Lage                                          | Baujahr                                   | Beschreibung | Bild                           |
| ------------------------------------ | --------------------------------------------- | ----------------------------------------- | --- | ------------------------------ |
| Hofanlage                            | Hönningen, Brunnenstraße 2 Lage               | 18. oder 19. Jahrhundert                  | Hakenhof; Fachwerkhaus verputzt, 18. oder 19. Jahrhundert | weitere Bilder Fotos hochladen |
| Portal                               | Hönningen, Hauptstraße, an Nr. 25 Lage        | 1733                                      | Portal, bezeichnet 1733 | weitere Bilder Fotos hochladen |
| Gemeindehaus                         | Hönningen, Hauptstraße 37 Lage                | 18. Jahrhundert                           | ehemaliges Brunnenhaus; Fachwerkbau, Walmdach, 18. Jahrhundert | weitere Bilder Fotos hochladen |
| Tür                                  | Hönningen, Hauptstraße, an Nr. 52 Lage        |                                           | zweigeteilte Barocktür | weitere Bilder Fotos hochladen |
| Wegekreuz                            | Hönningen, Hauptstraße, gegenüber Nr. 67 Lage | 1727                                      | Wegekreuz, Nischentyp, bezeichnet 1727 | weitere Bilder Fotos hochladen |
| Kreuz                                | Hönningen, In der Lüh, auf dem Friedhof Lage  | 1722                                      | Kreuz, Nischentyp, bezeichnet 1722 | weitere Bilder Fotos hochladen |
| Hubertuskapelle                      | Hönningen, Kapellenstraße 11 Lage             | 1610                                      | Bruchsteinsaalbau, 1610 | weitere Bilder Fotos hochladen |
| Katholische Pfarrkirche St. Kunibert | Hönningen, Kirchstraße 3 Lage                 | ab der ersten Hälfte des 13. Jahrhunderts | Untergeschoss des Westturms und untere Mauerpartien des Chors aus der ersten Hälfte des 13. Jahrhunderts, Chor 1494 erhöht, 1508 verändert, zweischiffiges Langhaus, 1524, Querschiff des neugotischen Bruchsteinsaalbaus, 1884/85, Architekt Lambert von Fisenne, Gelsenkirchen | weitere Bilder Fotos hochladen |
| Wohnhaus                             | Liers, Ahrstraße 13 Lage                      | 18. Jahrhundert                           | Fachwerkhaus, 18. Jahrhundert | weitere Bilder Fotos hochladen |
| Katholische Kapelle St. Bartholomäus | Liers, Ahrstraße 18 Lage                      | 1635                                      | Saalbau, bezeichnet 1635 | weitere Bilder Fotos hochladen |
| Schulhaus                            | Liers, Bergstraße 1 Lage                      | 1886                                      | ehemalige Schule; Bruchsteinbau, bezeichnet 1886 | weitere Bilder Fotos hochladen |
| Wegekreuz                            | Liers, südöstlich des Ortes an der B 257 Lage | 1576                                      | Wegekreuz, Nischentyp, bezeichnet [1]576, eventuell jünger | weitere Bilder Fotos hochladen |